# Love De-Luxe
Love De-Luxe foi um grupo disco music montado pelo produtor britânico Alan Hawkshaw. Tornaram-se notórios por conta da música "Here Comes That Sound Again", que passou uma semana no topo da Billboard Hot Dance Music/Club Play em 1979. Vicki Brown e Jo-Ann Stone fizeram os vocais, e a faixa foi creditada a Love De-Luxe with Hawkskaw's Discophonia.
O álbum de 1979 da banda, "Again & Again", foi ainda notável pela capa: uma foto de duas mulheres se abraçando, dando a entender que são lésbicas. Nos Estados Unidos, foi usada uma capa diferente com ilustração de maços de cigarro.